# Rupiah
Rupiah (Rp) là tiền tệ chính thức của Indonesia. Đồng tiền này được Ngân hàng Indonesia phát hành và kiểm soát, mã tiền tệ ISO 4217 của rupiah Indonesia là IDR. Ký hiệu sử dụng trên tiền giấy và tiền kim loại là Rp. Tên gọi này lấy từ đơn vị tiền tệ Ấn Độ rupee. Một cách không chính thức, dân Indonesia cũng dùng từ "perak" ('bạc' trong tiếng Indonesia) để gọi đồng tiền rupiah. Đơn vị đồng tiền rupiah được chia thành 100 sen, dù lạm phát đã khiến cho các đồng bạc giấy và tiền xu kim loại có mệnh giá sen không được sử dụng.
Đảo Riau và một nửa Indonesia của New Guinea (Irian Barat) đã từng có các biến thể riêng của rupiah, nhưng các đơn vị tiền tệ này đã được gộp vào rupiah quốc gia (Đảo Riau năm 1964, New Guinea năm 1971) (xem rupiah Riau và rupiah Tây New Guinea rupiah).

## Tờ tiền

### Bản lưu hành năm 2022

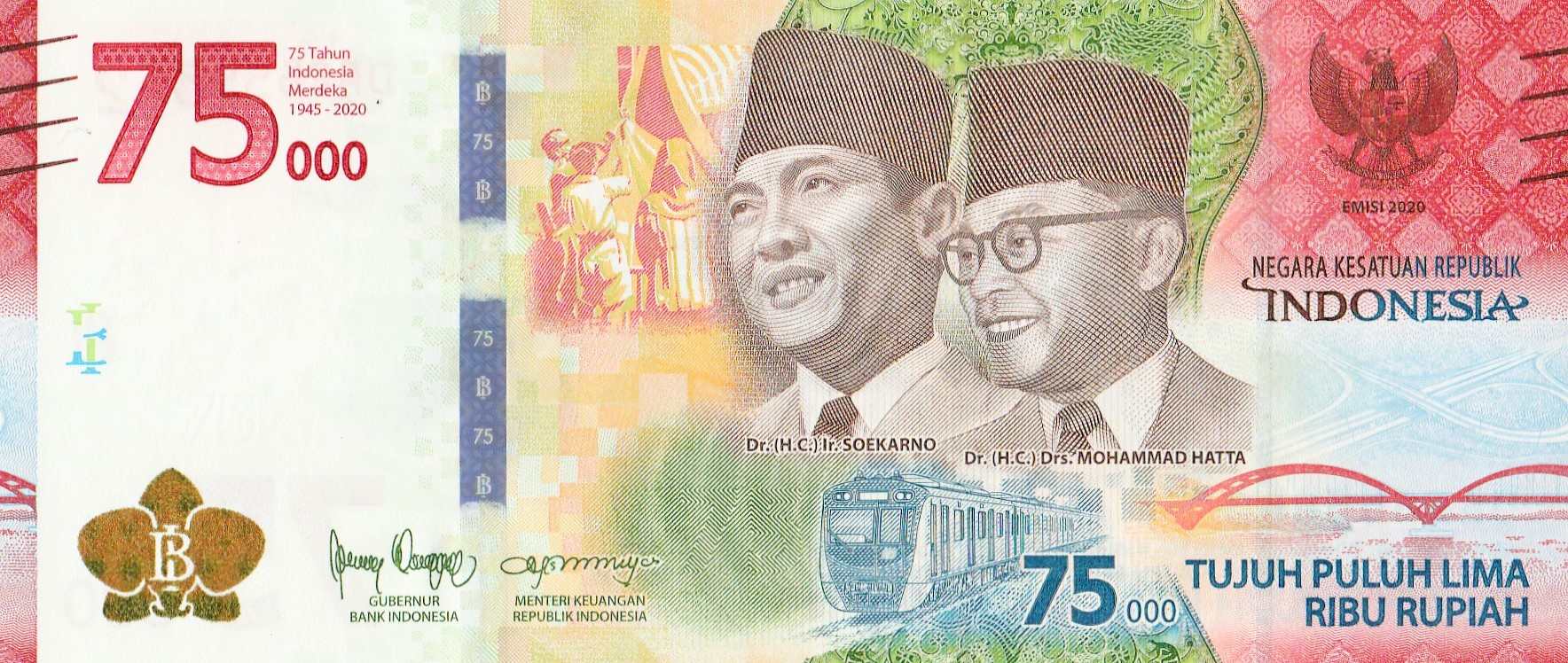
Đồng tiền Rp75,000 đặc biệt kỷ niệm 75 năm ngày độc lập.

| Đồng tiền Rupiah "2022", in bởi Perum Peruri | Đồng tiền Rupiah "2022", in bởi Perum Peruri | Đồng tiền Rupiah "2022", in bởi Perum Peruri | Đồng tiền Rupiah "2022", in bởi Perum Peruri | Đồng tiền Rupiah "2022", in bởi Perum Peruri | Đồng tiền Rupiah "2022", in bởi Perum Peruri | Đồng tiền Rupiah "2022", in bởi Perum Peruri                         | Đồng tiền Rupiah "2022", in bởi Perum Peruri                                | Đồng tiền Rupiah "2022", in bởi Perum Peruri | Đồng tiền Rupiah "2022", in bởi Perum Peruri |
| -------------------------------------------- | -------------------------------------------- | -------------------------------------------- | -------------------------------------------- | -------------------------------------------- | -------------------------------------------- | -------------------------------------------------------------------- | --------------------------------------------------------------------------- | -------------------------------------------- | -------------------------------------------- |
| Hình ảnh                                     | Hình ảnh                                     | Giá trị                                      | Kích thước                                   | Màu chủ đạo                                  | Mô tả                                        | Mô tả                                                                | Mô tả                                                                       | Mô tả                                        | Mô tả                                        |
| Mặt trước                                    | Mặt sau                                      | Giá trị                                      | Kích thước                                   | Màu chủ đạo                                  | Mặt trước                                    | Mặt sau                                                              | Chữ ký                                                                      | Mã Xê ri                                     | Ngày phát hành                               |
|                                              |                                              | Rp1000                                       | 121 × 65 mm                                  | Xanh Ô liu                                   | Cut Nyak Meutia                              | Điệu múa Tifa, đảo Banda Neira và hoa Lan Cooktown                   | Perry Warjiyo (Thống đốc) và Sri Mulyani Indrawati (Bộ trưởng bộ tài chính) | 3 ký tự, 6 chứ số                            | 17 tháng 8 năm 2022                          |
|                                              |                                              | Rp2000                                       | 126 × 65 mm                                  | Xám                                          | Mohammad Hoesni Thamrin                      | Điệu múa Piring, Hẻm núi Sianok và hoa Hoàng ngọc lan                | Perry Warjiyo (Thống đốc) và Sri Mulyani Indrawati (Bộ trưởng bộ tài chính) | 3 ký tự, 6 chứ số                            | 17 tháng 8 năm 2022                          |
|                                              |                                              | Rp5000                                       | 131 × 65 mm                                  | Cam                                          | Idham Chalid                                 | Điệu múa Gambyong, Núi Bromo và Hoa huệ                              | Perry Warjiyo (Thống đốc) và Sri Mulyani Indrawati (Bộ trưởng bộ tài chính) | 3 ký tự, 6 chứ số                            | 17 tháng 8 năm 2022                          |
|                                              |                                              | Rp10.000                                     | 136 × 65 mm                                  | Tím                                          | Frans Kaisiepo                               | Điệu múa Pakarena, Công viên quốc gia Wakatobi và Magnolia vrieseana | Perry Warjiyo (Thống đốc) và Sri Mulyani Indrawati (Bộ trưởng bộ tài chính) | 3 ký tự, 6 chứ số                            | 17 tháng 8 năm 2022                          |
|                                              |                                              | Rp20.000                                     | 141 × 65 mm                                  | Xanh lá nhạt                                 | Sam Ratulangi                                | Múa Gong, quần đảo Derawan và hoa Phong lan đen                      | Perry Warjiyo (Thống đốc) và Sri Mulyani Indrawati (Bộ trưởng bộ tài chính) | 3 ký tự, 6 chứ số                            | 17 tháng 8 năm 2022                          |
|                                              |                                              | Rp.50.000                                    | 146 × 65 mm                                  | Xanh biển                                    | Djuanda Kartawidjaja                         | Điệu nhảy Legong, Công viên quốc gia Komodo và hoa Chi Đại           | Perry Warjiyo (Thống đốc) và Sri Mulyani Indrawati (Bộ trưởng bộ tài chính) | 3 ký tự, 6 chứ số                            | 17 tháng 8 năm 2022                          |
|                                              |                                              | Rp100.000                                    | 151 × 65 mm                                  | Đỏ                                           | Sukarno và Mohammad Hatta                    | Múa Topeng Betawi, quần đảo Raja Ampat và hoa Lan mặt trăng          | Perry Warjiyo (Thống đốc) và Sri Mulyani Indrawati (Bộ trưởng bộ tài chính) | 3 ký tự, 6 chứ số                            | 17 tháng 8 năm 2022                          |